# Brothers & Sisters (ep)
Brothers & Sisters is de tweede uitgave van de Britse rockgroep Coldplay. De ep werd opgenomen in vier dagen.
Brothers & Sisters was al een populair nummer bij liveconcerten.
Het atmosferische geluid van Easy to Please werd verkregen door microfoons bij een natte weg bij de studio te plaatsen.
Van de ep bestaan nog maar 2500 originele stuks.

## Nummers

### Cd-single
1. "Brothers & Sisters" - 4:07
2. "Easy to Please" - 3:03
3. "Only Superstition" - 3:50

### 7"-vinyl
A. "Brothers & Sisters" - 4:07

B. "Easy to Please" - 3:03